# Simon Lévy
Simon Lévy (in arabo شمعون ليفي‎?; Fès, 1934 – Rabat, 2 dicembre 2011) è stato un attivista, linguista e antropologo marocchino.

## Biografia
Nacque nel 1934 a Fès da famiglia ebraica marocchina. La famiglia materna si era stabilita a Fès nel XVII secolo, trasferendosi dalla zaouia di Dila, nel Medio Atlante, mentre la famiglia paterna era originaria del Rif. Si unì al Partito Comunista Marocchino, partecipando attivamente nella lotta per l'indipendenza del Marocco e dell'Algeria. Fu tra i cofondatori dell'Unione Nazionale degli Studenti Marocchini, dell'Unione Marocchina dei Lavoratori e del Partito del Progresso e del Socialismo. Sposò una sua compagna di partito di origine spagnola, dalla quale ebbe due figli. La cognata sposò Ali Yata, leader del partito dagli anni 1940. Venne arrestato nel 1965 a causa del suo attivismo politico, venendo torturato per otto giorni. Fu professore all'Università Mohammed V.
Nel corso degli anni 1970, al pari della gran parte della comunità ebraica marocchina, Lévy appoggiò la monarchia e le rivendicazioni nazionaliste sul Sahara occidentale; in tal senso, nel 1975 partecipò alla Marcia verde, divenendo uno dei primi coloni a mettere piede nella regione. Fu consigliere comunale a Casablanca dal 1976 al 1983. Nel 1997, dopo la morte di Ali Yata, gli venne proposta la direzione del Partito del Progresso e del Socialismo, che venne però acquisita da Ismail Alaoui. Si pronunciò fortemente contrario al sionismo e all'emigrazione della comunità ebraica marocchina verso Israele.
Fu particolarmente attivo nella preservazione del patrimonio ebraico marocchino, fondando nel 1997 il Museo dell'ebraismo marocchino, con sede a Casablanca, che diresse per quindici anni. Morì a 77 anni a Rabat; al suo funerale presenziarono importanti personalità, quali il rappresentante dell'Autorità Nazionale Palestinese per l'Unione europea, Leila Shahid, e l'allora capo del governo marocchino Abdelilah Benkirane.

## Opere
- Wa-alʾān, mā al-ʻamal? (1993)
- Reperes pour une histoire linguistique du Maroc (1996)
- Essais d'histoire et de civilisation judéo-marocaines (2001)
- Juifs du Maroc ou extraterrestres? (2006)
- Parlers arabes des juifs du Maroc histoire, sociolinguistique et géographie dialectale (2009)
- Les parlers arabes des juifs du Maroc (2013)